# Der Fall des Lieutnant Morant
Der Fall des Lieutnant Morant (Originaltitel: Breaker Morant) ist ein australischer Film von Bruce Beresford aus dem Jahr 1979 über die Verurteilung von Breaker Morant. Der Film wurde für die Oscarverleihung 1981 für den Oscar für das beste adaptierte Drehbuch und bei den Internationalen Filmfestspielen von Cannes 1980 für die Goldene Palme nominiert, Jack Thompson wurde in Cannes für seine Rolle in dem Spielfilm als bester Nebendarsteller ausgezeichnet.

## Handlung
Der Fall des Lieutnant Morant ist eine Verfilmung des Theaterstücks Breaker Morant von Kenneth Ross. Der Film spielt in Südafrika 1901, als der Burenkrieg sich dem Ende zuneigt. Die australischen Leutnante Harry Morant, Peter Handcock und George Witton sind vor einem Kriegsgericht wegen der Erschießung burischer Kriegsgefangener angeklagt. Der ihnen zur Verteidigung beiseite gestellte Anwalt J.F. Thomas erweist sich zwar als fähig, der Prozess ist aber abgekartet. Das vom burischen Guerillakrieg überforderte britische Oberkommando braucht möglichst nichtbritische Sündenböcke, australische Stellen wollen sich als zivilisierte Mitglieder des Commonwealth präsentieren. Das Vorgeschehen wird in Rückblenden erzählt. Während die Anklage argumentiert, dass die Erschießungen Vergeltung für den Tod eines Offiziers waren, macht die Verteidigung geltend, dass die Handlung Befehlen von britischen Vorgesetzten entsprochen habe und innerhalb der vom Oberbefehlshaber Kitchener festgesetzten Grenzen gewesen sei. Die Angeklagten werden am Ende verurteilt.

## Einordnung
Der Film war Teil einer New Wave australischer Filme zu Beginn der 1980er, wie etwa Peter Weirs Picknick am Valentinstag (Picnic at Hanging Rock) oder Fred Schepisis Die Ballade von Jimmie Blacksmith. Ermöglicht wurde diese Welle durch eine 1970 beginnende vorsichtige Filmförderung und 1980 einsetzende Steuervergünstigungen. Die Talente dieser Welle begannen aber kurz darauf aus Australien wegen begrenzter Filmbudgets abzuwandern. Wie andere Filme dieser Welle zeigte auch dieser eine anti-britische Neigung.

## Rezeption
Der Filmdienst fasste Der Fall des Lieutnant Morant wie folgt zusammen:

„Drei im Burenkrieg auf britischer Seite kämpfende Australier werden wegen der Erschießung von Gefangenen in einem manipulierten Kriegsgerichtsverfahren abgeurteilt. Dialogträchtige Rekonstruktion eines historischen Prozesses. Eine Anklage des Kolonialismus und eine differenzierte Auseinandersetzung mit der Frage der moralischen Verantwortung des einzelnen.“

Die Stimmung von Der Fall Lieutenant Morant erinnerte Janet Maslin in der New York Times an Kriegsdramen der 1950er, wie etwa Terence Rattigans Flieger Ross. Hier funktioniere das Getriebe fast automatisch, es handele sich um ein sehr geordnetes Drama. Es gebe nichts Überraschendes, aber auch kein Weglassen von vom Publikum Erwartetem. Die größte Stärke des Films sei, dass er liefere, was er versprach. Wenn der Film aber seine Karten ausgespielt habe, sei er überraschend bewegend geworden. Und unsagbar traurig. Für Annette Insdorf einen Tag früher in derselben Zeitung warf der Film die Frage nach der Moral und Schuld des Einzelnen im Kriegsgeschehen erneut auf, auch in Hinblick auf die Gräuel des Vietnamkrieges.

## Auszeichnungen und Nominierungen (Auswahl)
- Oscar 1981

- Nominierung von Jonathan Hardy, David Stevens und Bruce Beresford für bestes adaptiertes Drehbuch. Der Oscar ging an Alvin Sargent für Eine ganz normale Familie (Ordinary People).

- Golden Globe Award 1981

- Nominierung als bester fremdsprachiger Film

- Internationale Filmfestspiele von Cannes 1981

- Auszeichnung für Jack Thompson als bester Nebendarsteller

- Australian Film Institute Award 1980

- Bester Film
- Beste Regie
- Bestes Drehbuch
- Bester Darsteller (Jack Thompson)
- Bester Nebendarsteller (Bryan Brown)